# Wahl zum Abgeordnetenhaus von Berlin 1981
- AL: 9
- SPD: 51
- FDP: 7
- CDU: 65

- Regierung: 65
- Opposition: 67

- Regierung: 72
- Opposition: 60

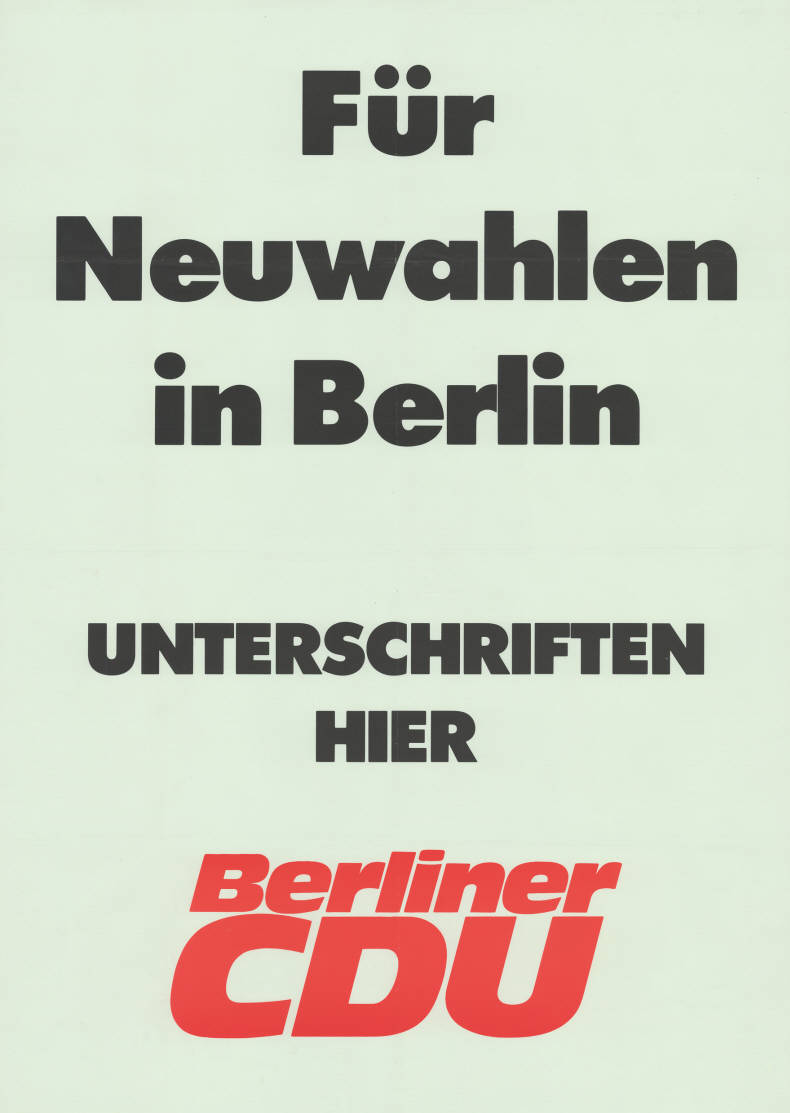
Werbeplakat für die CDU-Unterschriftensammlung zur vorgezogenen Wahl

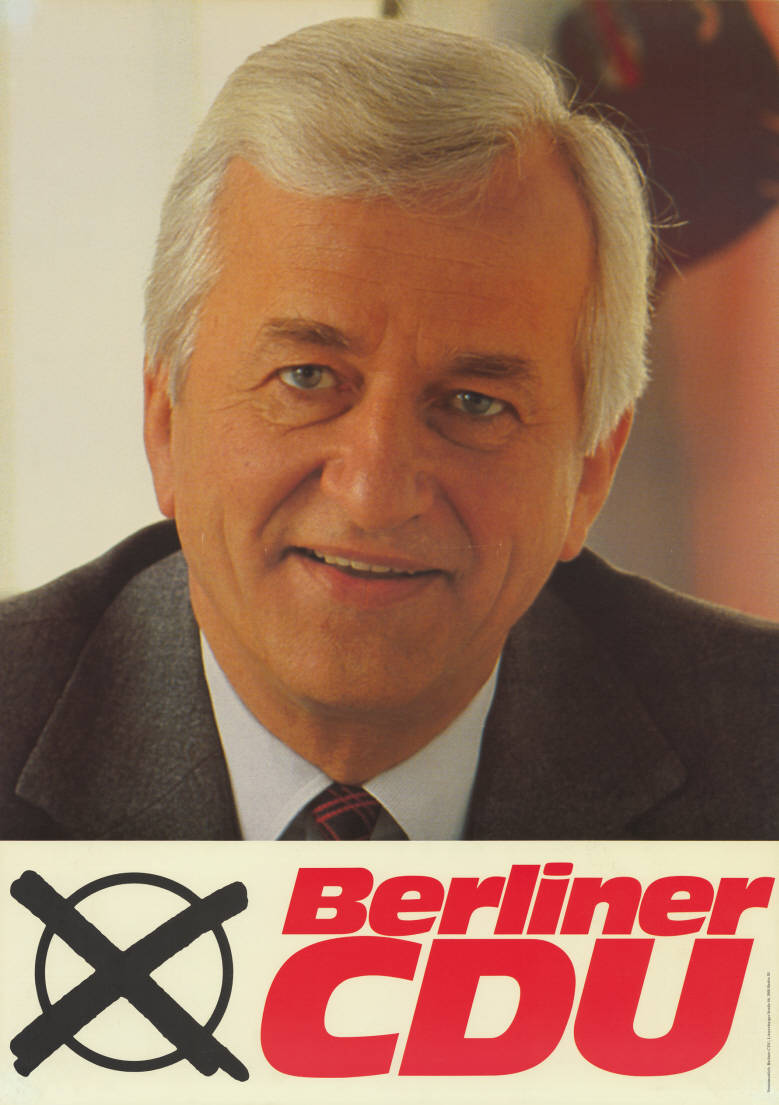
Richard von Weizsäcker auf einem Wahlplakat zur Wahl zum Abgeordnetenhaus von Berlin 1981

Die vorgezogenen Wahlen zum Abgeordnetenhaus von Berlin vom 10. Mai 1981 waren ein tiefer Einschnitt in der Nachkriegsgeschichte Berlins. Erstmals wurde die SPD aus der Regierungsverantwortung abgewählt.
Bestimmendes Thema der Wahl war die Garski-Affäre. Der Bauunternehmer Dietrich Garski hatte Landesbürgschaft über mehr als 100 Millionen D-Mark für Projekte in Saudi-Arabien erhalten. Als Garski Ende 1980 zahlungsunfähig wurde und untertauchte, musste Berlin als Bürge zahlen. Der bisherige Regierende Bürgermeister Dietrich Stobbe (SPD) war am 15. Januar 1981 zurückgetreten, nachdem eine von ihm vorgeschlagene Senatsumbildung im Abgeordnetenhaus keine Mehrheit fand und vier der fünf vorgeschlagenen Senatoren trotz sozialliberaler Mehrheit durchfielen. Zu seinem Nachfolger wurde am 23. Januar 1981 der bisherige Bundesjustizminister Hans-Jochen Vogel gewählt, der nach seiner Wahl ankündigte, sich baldmöglichst Neuwahlen stellen zu wollen, sodass das Abgeordnetenhaus sich bereits zwei Jahre nach der letzten Wahl selbst auflöste. Es kam damit einem von CDU und AL betriebenen Volksbegehren zur Auflösung des Abgeordnetenhauses zuvor. Daneben war das Thema Hausbesetzungen für den Wahlkampf prägend. Während die CDU die Wiederherstellung der Rechtsstaatlichkeit in den Vordergrund stellte, sympathisierte die AL offen mit den „Instandbesetzern“.
Die CDU erzielte mit Richard von Weizsäcker an der Spitze mit 48,0 % (+3,6 Prozentpunkte) ihr bis heute bestes Ergebnis in Berlin. Die SPD sackte auf 38,3 % ab (−4,4 Prozentpunkte), die FDP unter Spitzenkandidat Guido Brunner auf 5,6 % (−2,5 Prozentpunkte). Erstmals im Parlament vertreten war die Alternative Liste (AL) mit 7,2 % der Stimmen. Für eine neue SPD-FDP-Koalition reichten die Mehrheiten nicht mehr, eine Mandatsmehrheit der CDU war auch nicht gegeben. Vor dem Hintergrund, dass sie mit der SPD zusammen die Bundesregierung unter Bundeskanzler Helmut Schmidt stellte, weigerte sich die FDP, in eine Koalition mit der CDU einzutreten.
Von Weizsäcker bildete daraufhin einen Minderheitssenat, der sich auf Teile der FDP-Fraktion stützte. Er wurde am 11. Juni 1981 zum neuen Regierenden Bürgermeister gewählt.
Nach dem Regierungswechsel auf Bundesebene und der Wahl Helmut Kohls zum Bundeskanzler trat die FDP im März 1983 in den Senat Weizsäcker ein.
| Wahl vom 10. Mai 1981 | Wahl vom 10. Mai 1981 | Wahl vom 10. Mai 1981 | Wahl vom 10. Mai 1981 |
| --------------------- | --------------------- | --------------------- | --------------------- |
| Wahlberechtigte       | 1.514.642             |                       |                       |
| Wahlbeteiligung       | 1.291.842             | 85,3 %                |                       |
| CDU                   | 605.265               | 48,0 %                | 65 Mand.              |
| SPD                   | 483.778               | 38,3 %                | 51 Mand.              |
| AL                    | 90.653                | 7,2 %                 | 9 Mand.               |
| FDP                   | 70.529                | 5,6 %                 | 7 Mand.               |
| SEW                   | 8.176                 | 0,6 %                 | — Mand.               |
| GLB                   | 3.765                 | 0,3 %                 | — Mand.               |
| Summen                |                       | 100,0 %               | 132 Mand.             |